# Spiralni krak
Spiralni krak (eng. spiral arm) je pojam iz astronomije. Dio je spiralne galaktike. Najgušći je dio galaktičkog diska.  U njemu su najmlađe zvijezde. U našoj galaktici Kumovoj slami nekoliko je prepoznatih krakova: Orionov krak, Perzejev krak i Škorpionov krak. Perzejev se krak nalazi 7000 svjetlosnih godina od središta, Škorpionov je 7000 svjetlosnih godina bliže središtu, dok se naše Sunce nalazi u Orionovom kraku na njegovu povlačnu rubu.